# Reza Pahlavi, Príncipe Herdeiro do Irã
Reza Pahlavi (Teerã, 31 de outubro de 1960) é o filho mais velho de Maomé Reza Pahlavi, o último Xá do Irã, e de sua esposa Farah Diba, antes Revolução Islâmica de 1979, ele era o príncipe herdeiro e o último herdeiro aparente ao trono do Estado Imperial do Irã.
Vive exilado em Great Falls, Virgínia, Estados Unidos, país onde prosseguiu estudos universitários. Casou-se em 1986 com Yasmine Etemad Amini. O casal teve três filhas: Noor Pahlavi (1992), Iman Pahlavi (1993) e Farah Pahlavi (2004). 
Sua esposa Yasmine Pahlavi tem sido uma defensora vocal do movimento democrático no Irã, aparecendo em vários comícios pró-democracia ocorridos após a tumultuada eleição de 2009 e o subsequente Movimento Verde Iraniano.